# Fagervik, Ingå

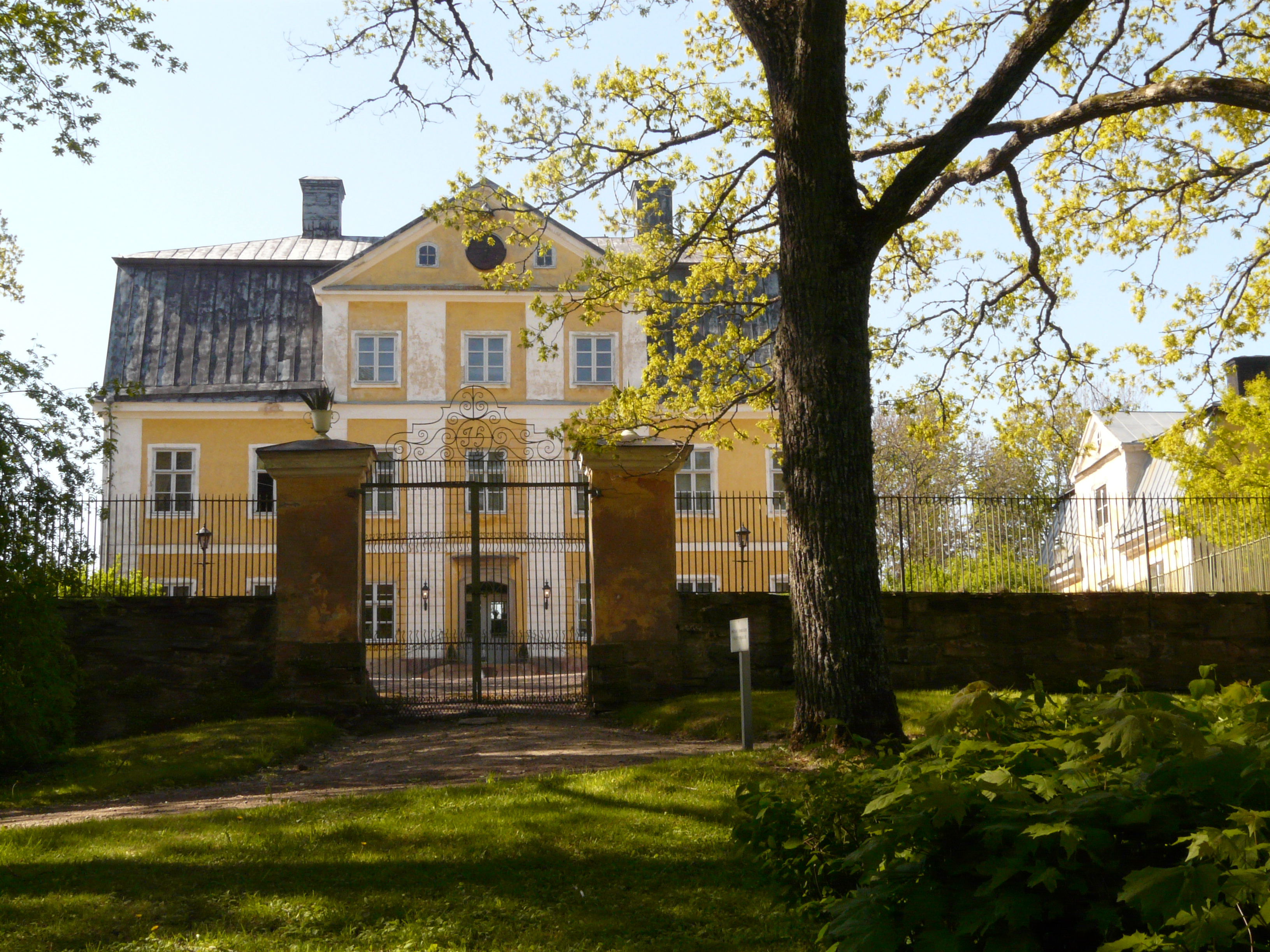
Fagervik Gård.

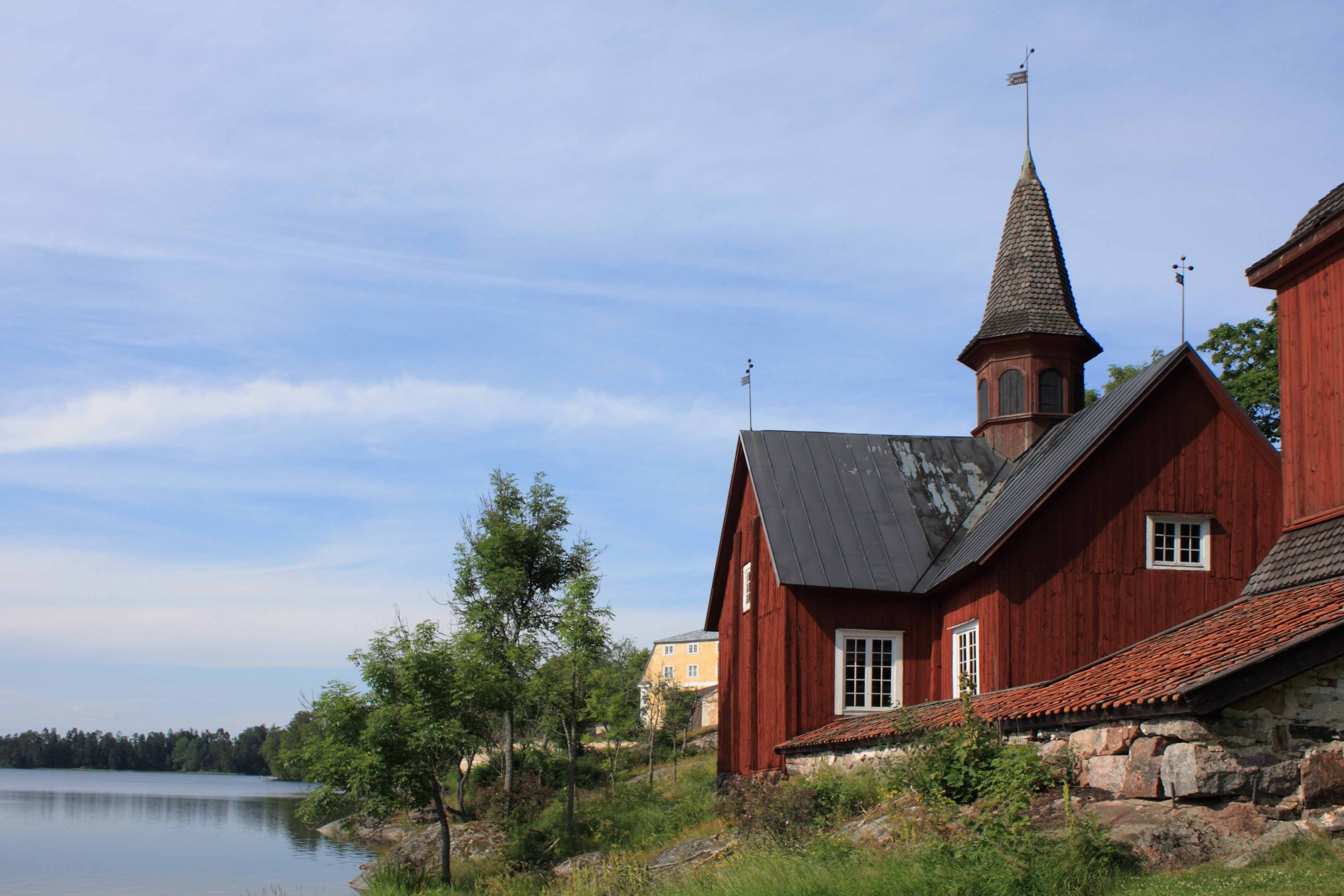
Fagerviks kyrka med klockstapel och gravkapell.

Fagervik är en by med en egendom och ett före detta bruk i Ingå i Nyland, Finland.
Fagervik gård är känt sedan 1500-talet. 1646 anlades här av brukspatron Carl Billsten ett järnverk, som under en tid var Finlands största men numera är nedlagt. 1713 förstördes bruket jämte egendomen av ryssarna men återuppbyggdes 1727 av släkten Hising (1770 adlad Hisinger), som ägde egendomen fram till 1904.
Gårdens huvudbyggnad är i privat bruk och uppfördes 1762-1763. Dess inredning ritades av den fransk-svenske arkitekten Louis Jean Desprez . 
Carl Jonas Love Almqvist var informator på Fagervik 1814-20.
Fagerviks kyrka är även den privatägd, men visas sommartid för besökare. Det är en träkyrka uppförd på 1600-talet. Kyrkans orgel är Finlands äldsta bevarade kyrkorgel i spelbart skick. Klockstapeln och släktens gravkapell tillkom 1766.
På området finns ett museum och ett café.

## Bilder

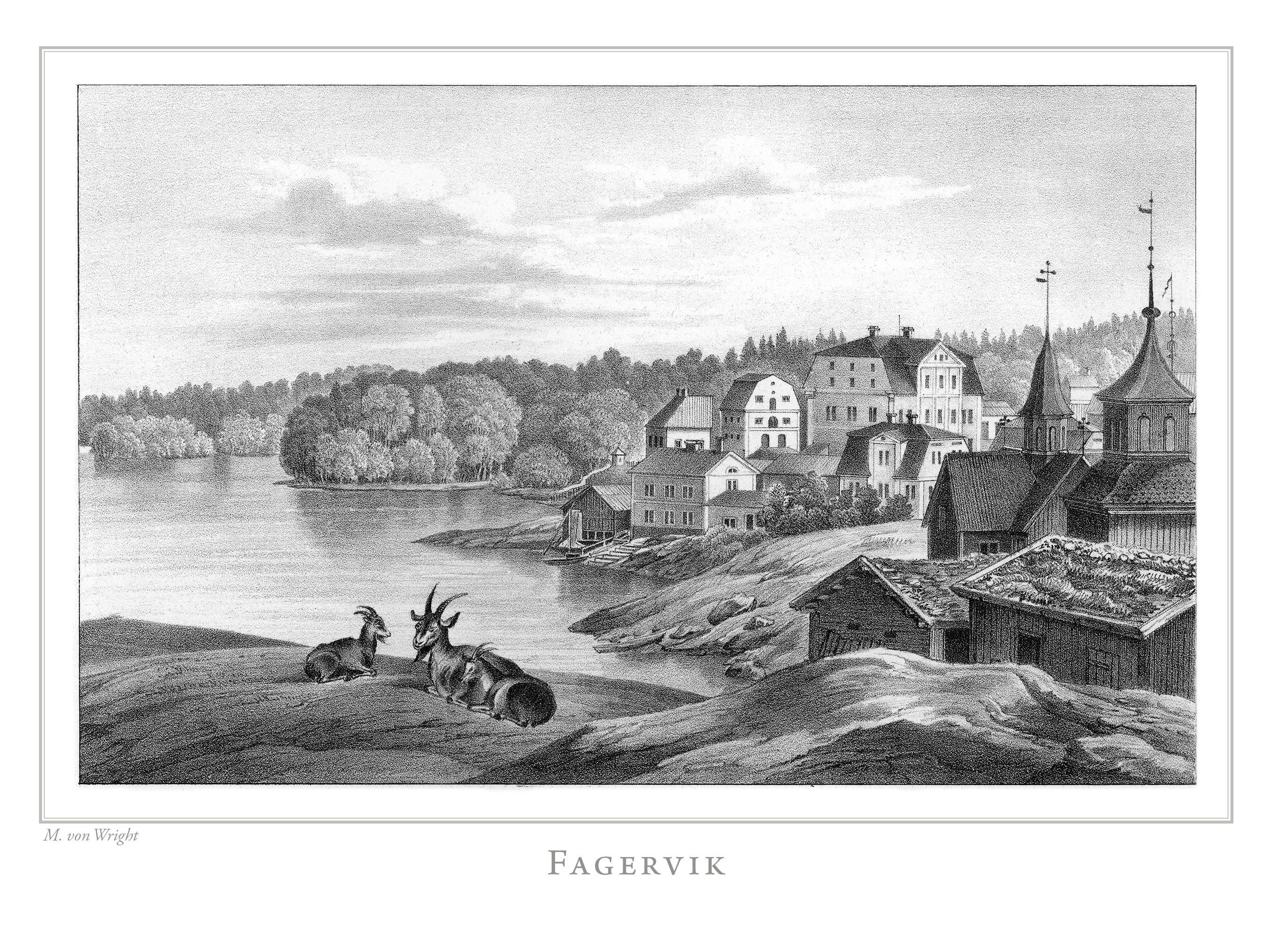
Litografi av Fagervik i Finland framstäldt i teckningar utgiven 1845-1852.
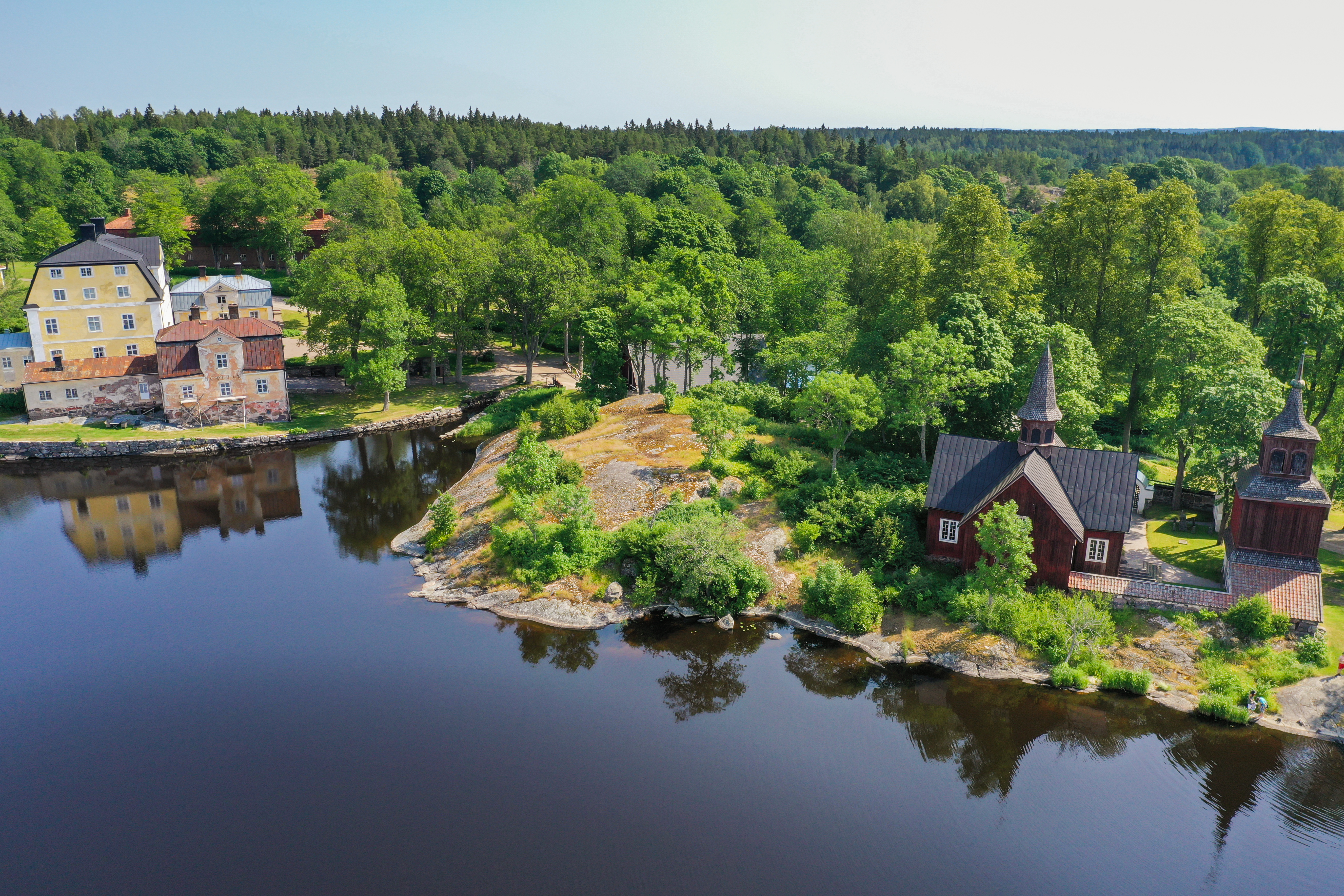
Fagervik gård och Fagervik kyrka
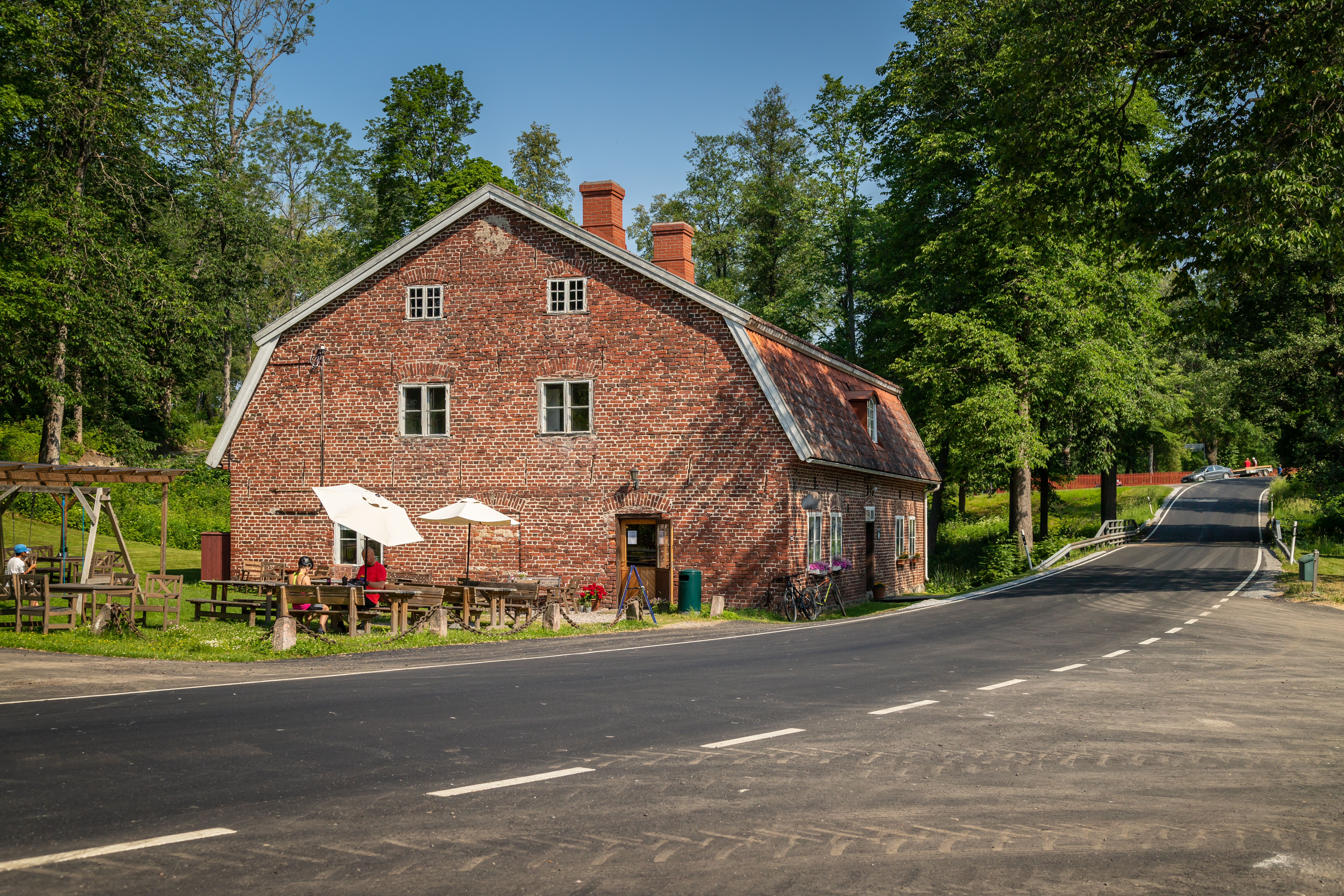
Café i förtenningsverket
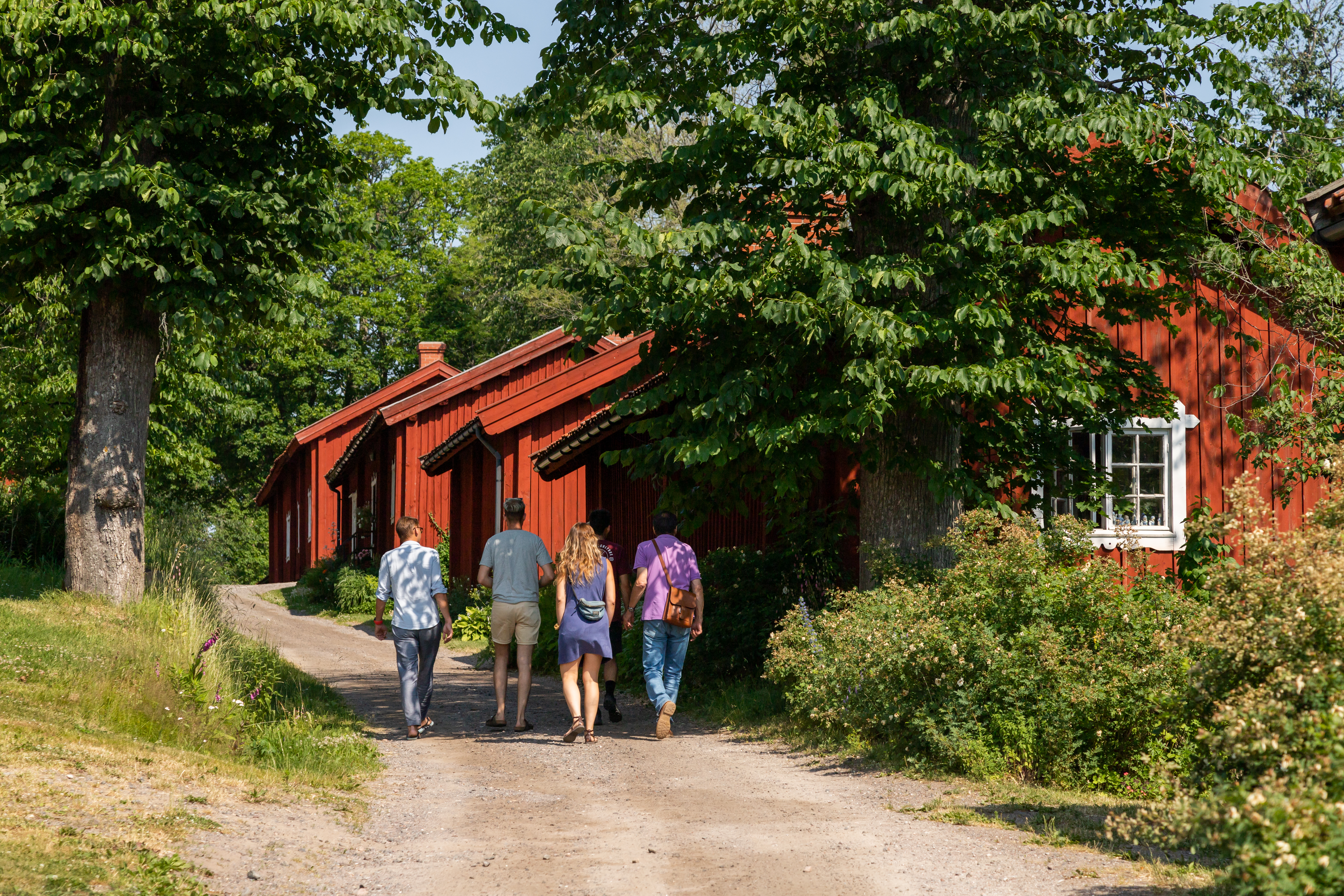
Bruksgatan med arbetarbostäder
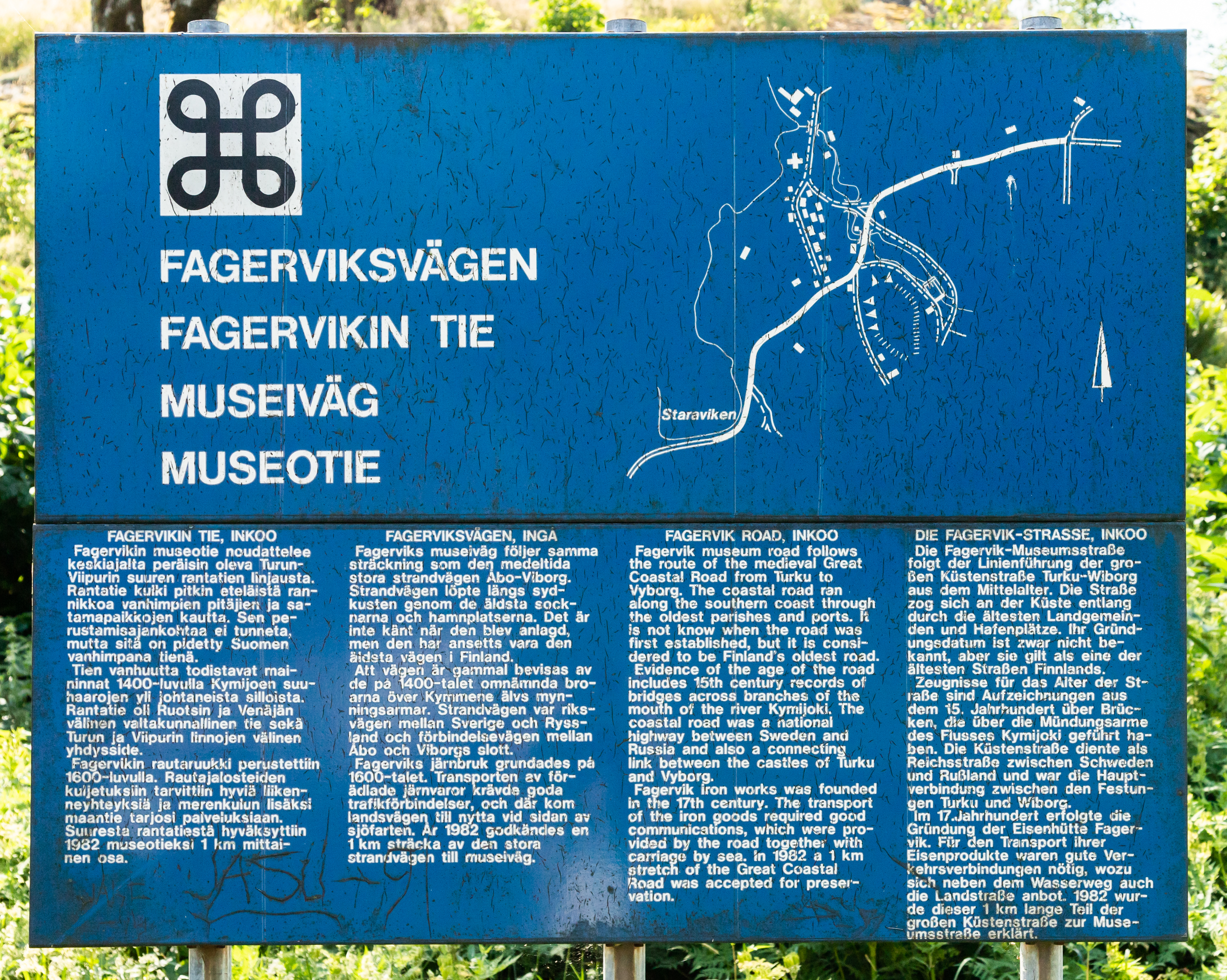
Museevägen Fagerviksvägen
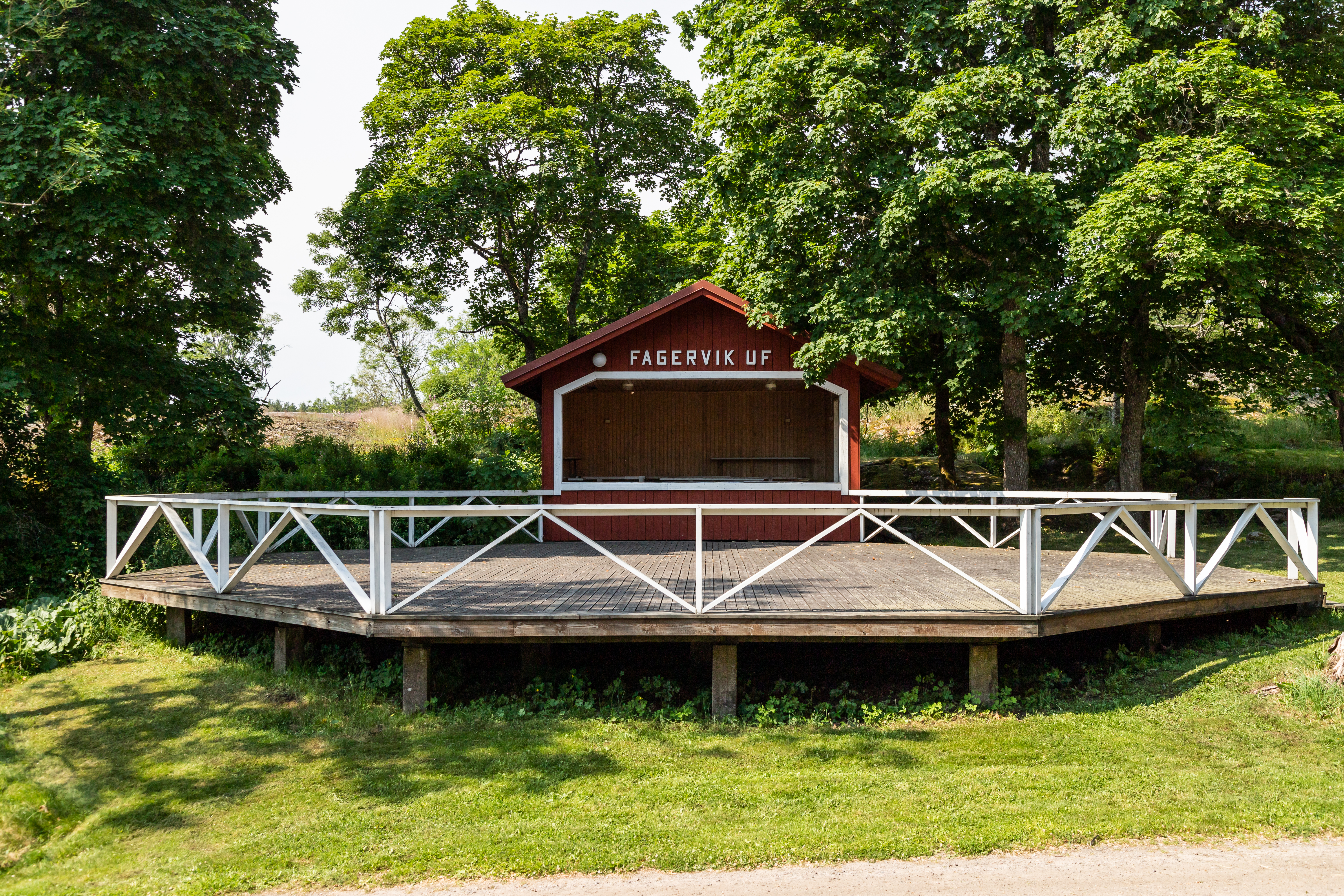
Ungdomsföreningens danspaviljong